# Ngambé
Ngambé är en ort i Kamerun.   Den ligger i departementet Département de la Sanaga-Maritime och regionen Kustregionen, i den sydvästra delen av landet, 110 km väster om huvudstaden Yaoundé. Ngambé ligger 575 meter över havet och antalet invånare är 6 414.
Terrängen runt Ngambé är huvudsakligen kuperad, men norrut är den platt. Terrängen runt Ngambé sluttar söderut. Trakten runt Ngambé är ganska glesbefolkad, med 42 invånare per kvadratkilometer. Det finns inga andra samhällen i närheten. I omgivningarna runt Ngambé växer i huvudsak städsegrön lövskog.